# Uncle Tom's Cabin (pel·lícula de 1910, Vitagraph)

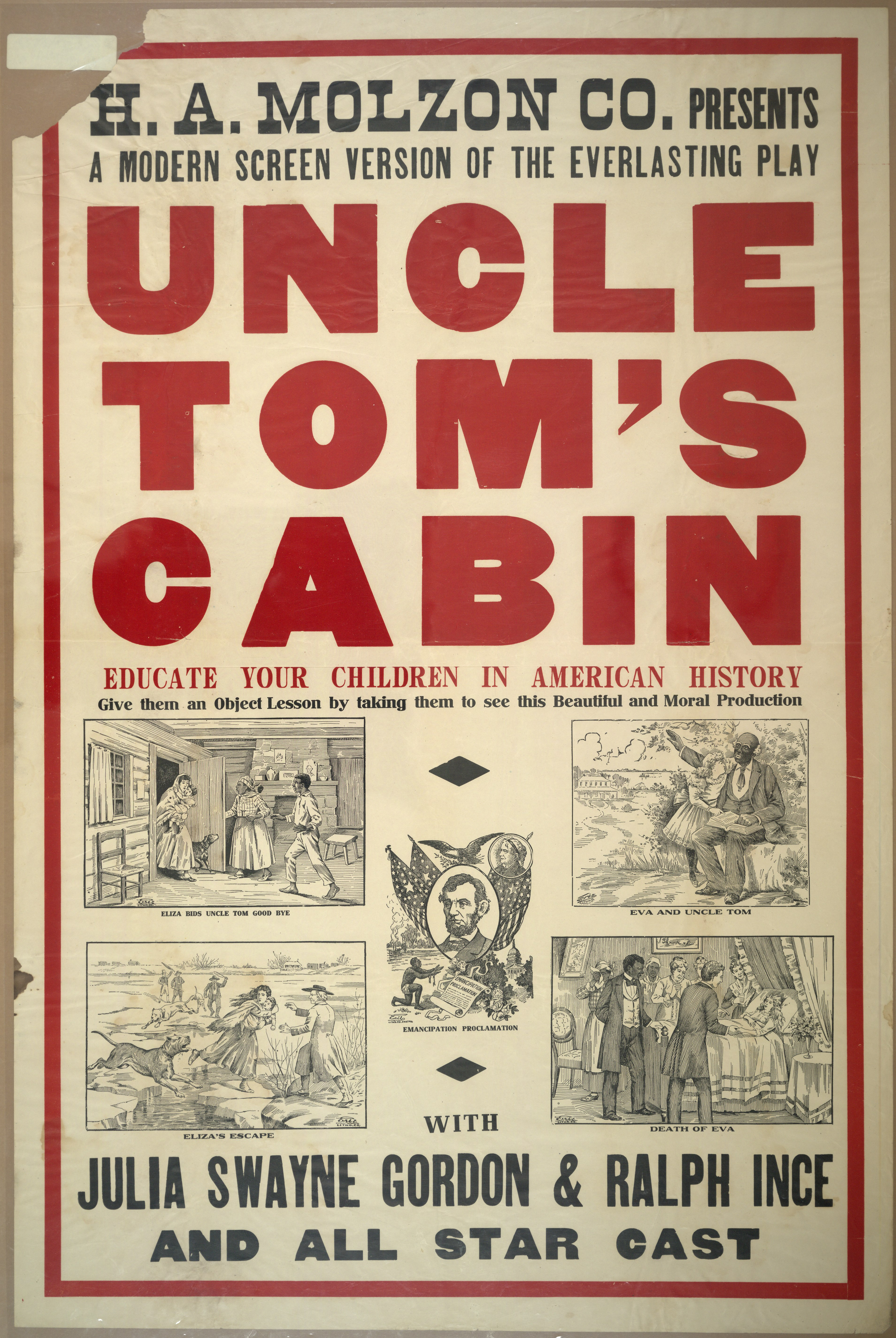
Anunci de la pel·lícula

Uncle Tom’s Cabin és una pel·lícula muda de la Vitagraph. Existeixen discrepàncies en les fonts sobre si fou dirigida per James Stuart Blackton o per Frederick Thomson. La pel·lícula, basada en la novel·la homònima de Harriet Beecher Stowe, fou adaptada per Eugene Mullen. Es va rodar en tres bobines que es van estrenar successivament els dies 26, 29 i 30 de juliol de 1910. El mateix dia 26 es va estrenar una altra versió de la novel·la, produïda per la Thanhouser, d'una sola bobina.

## Argument
La primera part explica com el terratinent Mr. Shelby contreu deutes i es veu obligat a vendre al negrer Haley dos dels seus esclaus preuats: Tom i Harry, el fill de l'esclava Eliza. Mentre que Tom accepta el seu destí amb resignació, Eliza fuig amb el seu fill intentant arribar als estats del nord on podran ser lliures. Perseguida pel negrer, Eliza aconsegueix despistar els gossos que la persegueixen creuant un riu saltant de bloc en bloc de gel.
En la segona part Tom ja ha estat venut i es embarcat en un vaixell del Mississipi per ser venut a Louisiana. Allà coincideix amb Mr. Augustine St. Claire i seva filla Eva que fa amistat amb Tom. Poc després l'esclau la salva quan ella cau al riu. Al final, el pare d'Eva compra Tom que treballarà per a ells. Tom i Eva són molt amics però ella acaba morint de tuberculosi.
En la tercera part els esclaus de la casa són venuts al mercat i Tom es comprat per l'explotador Legree juntament amb Emmeline per fer-la la seva amant. En arribar a la plantació de cotó Tom coneix Cassie, l'esclava que fins aleshores fa d'amant de Legree. Cassie i Emmeline aconsegueixen escapar. Tom, com que es nega a assotar els esclaus es castigat i maltractat fins a la mort. Poc abans de morir arriba a la plantació George, el fill de Mr. Shelby per tal de recomprar Tom però no només pot arribar a ser testimoni de la seva mort.

## Repartiment
- Edwin R. Phillips (Oncle Tom)
- Florence Turner (Topsy)
- Mary Fuller (Eliza)
- Flora Finch (Ophelia St. Clare)
- Genevieve Tobin (Eva)
- Carlyle Blackwell (Shelby)
- [lisa Albert (Emmiline)
- Frank Alexander (Arthur Shelby)
- Grace Bainbridge (Mrs. Shelby)
- Charles Chapman (Mr. Haley)
- William R. Dunn (St. Clare)
- Marie French (Mrs St. Clare)
- Julia Swayne Gordon
- Ralph Ince
- Maurice Costello
- Norma Talmadge
- Earle Williams
- Clara Kimball Young
- Charles Kent
- Matty Roubert (Harry)
- Julia Arthur

## Producció
Es tracta de la primera pel·lícula dramàtica de 3 bobines (uns 40 minuts) produïda per una empresa nord-americana, en una època en la qual la majoria de pel·lícules eren d'una sola bobina (uns 12-15 minuts). Un dels reclams publicitaris del moment era apel·lar al realisme; la Vitagraph publicitava la pel·lícula dient “serà real en tots els aspectes – gel real, gossos rastrejadors reals, gent de color real, actors de veritat i escenes reals com la vida mateixa tal com succeïen abans de la guerra civil!”. En aquest sentit, l'escena en que Eliza creua amb el seu fill en braços el riu gelat es va filmar, tot i el perill, en escenaris reals a principis de primavera, quan el gel del riu era molt trencadís. L'escena del rescat de la petita Eva quan cau al Mississipi també va ser feta amb la nena dins l'aigua. A finals dels any 20 es va re-estrenar en 6 bobines, amb la meitat de durada per a ser visionada a les llars.